# 랩 (음악)

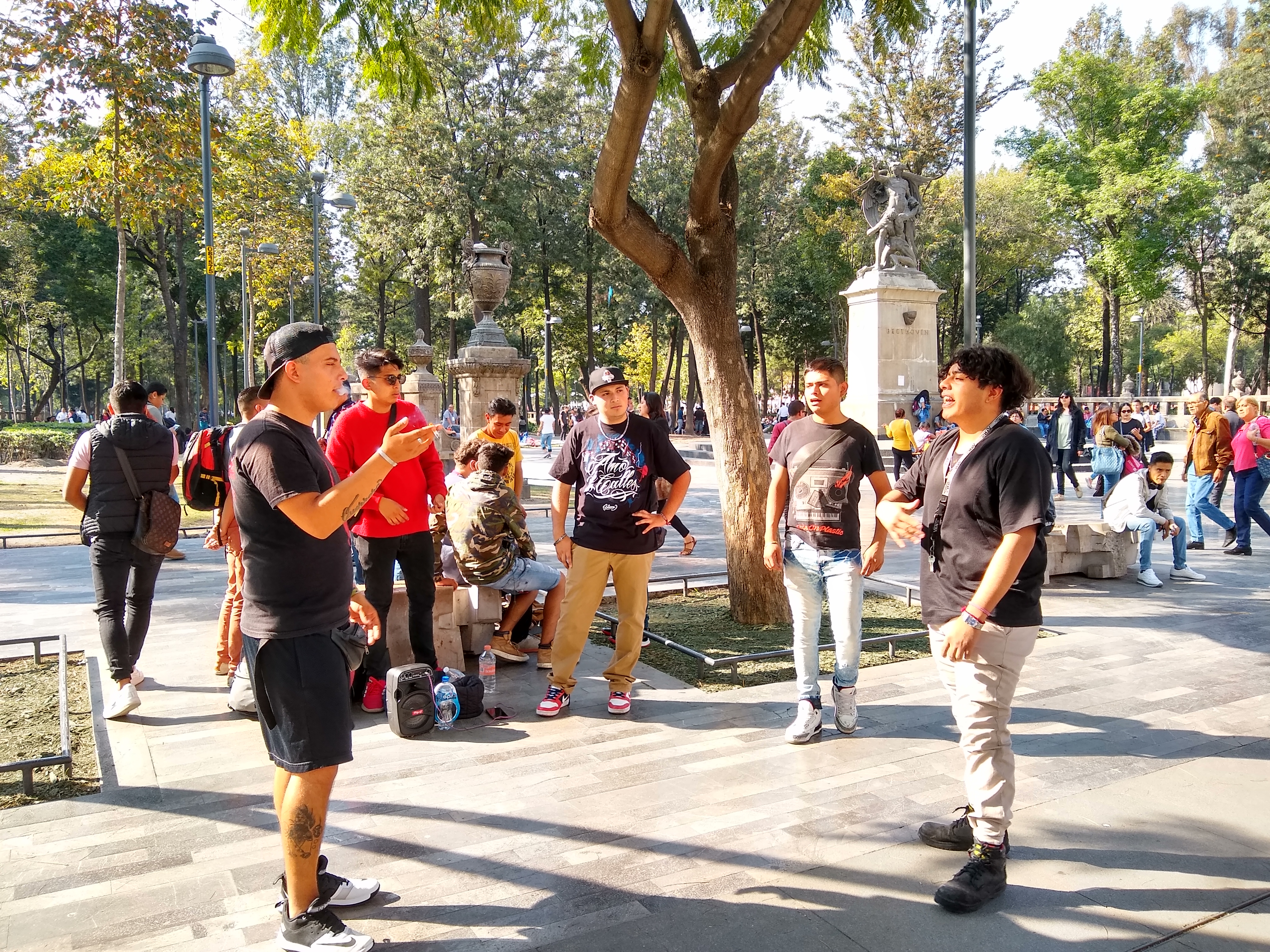
랩의 주된 공연 문화인 랩 배틀

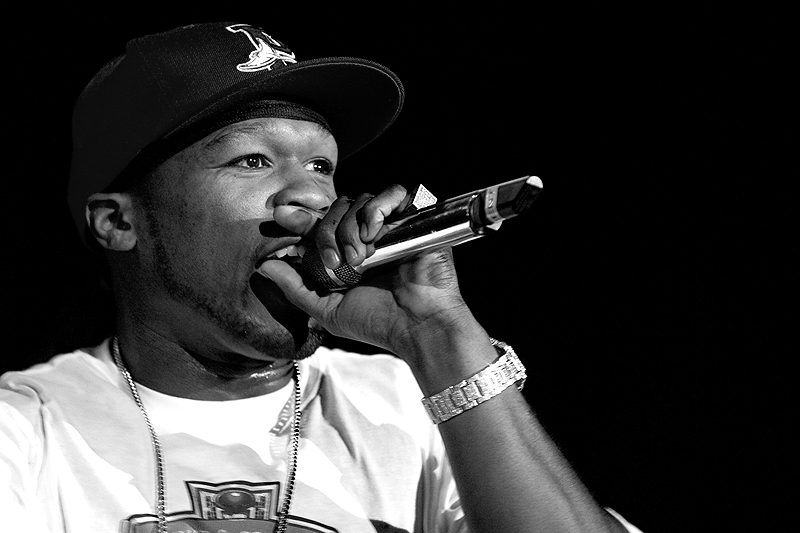
랩 공연을 하는 래퍼 50 cent

랩(rap)은 힙합의 한 축을 이루는 음악 요소로서, 주로 각운을 이루는 말을 리듬에 맞추어 음악적으로 발성하는 것을 일컫는다. 랩은 말과 노래의 경계에 있다고 할 수 있으며 아프리카, 자메이카, 미국 등의 문화에 뿌리를 두고 1970년대초부터 발전해 왔다. 대체로 빠른 속도로 가사를 읊어내는 것이 일반적이며, 래퍼의 취향에 따라 느리게 읊을 수도 있다.

## 기원 및 발전
랩음악은 자메이카의 디스크자키들이 클럽에서 녹음한 음악을 틀어놓고 이야기를 하던 데서 비롯됐으며, 자메이카 태생의 디스크자키 쿨 허크가 뉴욕에 랩음악을 소개했다. 허크와 다른 디스크 자키들은 턴테이블 2개를 놓고 랩을 만들었는데 한 음반에서 다른 음반으로 재빨리 옮기면서 두 노래 사이에 비트(악센트가 강한 리듬)을 섞어 두 노래가 어울리게 이어 맞췄다.
랩 음악은 1970년대 중반에 주로 아프리카계 미국인인 10대들 사이에서 유행했으며, 곧 미국 전역과 다른 나라에 퍼졌다. 랩 음악은 창작력을 불러일으켜 1980년대와 1990년대에 록 음악을 대신했다는 평가를 받았다.